# Sweet Baby Inc.
Sweet Baby Inc. es un estudio canadiense de consultoría y desarrollo narrativo con sede en Montreal, Canadá. Fundado por exdesarrolladores de Ubisoft, incluidos la guionista Kim Belair y el gerente de producto David Bédard, la compañía brinda consultoría sobre narrativas de videojuegos durante su desarrollo para promover diversidad, equidad e inclusión dentro de las narrativas y los estudios de videojuegos. Sweet Baby ha consultado con varios desarrolladores y juegos, incluidos Sable, God of War: Ragnarök, Alan Wake II, Suicide Squad: Kill the Justice League o Flintlock: The Siege Of Dawn entre otros. En 2023, el estudio se convirtió en blanco de usuarios en línea que afirmaban que promovía una «agenda woke». 

## Historia
Sweet Baby Inc. fue fundada en Montreal en 2018 por exdesarrolladores de Ubisoft, incluido la guionista Kim Belair y el gerente de producto David Bédard. Belair se convirtió en directora ejecutiva de Sweet Baby y Bédard en director de operaciones. Belair dijo que fundó la empresa después de ver que la industria de los videojuegos carecía de una fuerte progresión profesional para las mujeres y los grupos marginados.
La empresa asesora sobre la narrativa del juego durante el desarrollo. Belair quería que la empresa promoviera entornos de trabajo más seguros, incluida una mejor representación dentro de las narrativas y equipos de desarrollo diversos con salarios, capacitación y créditos correctos y consistentes. El objetivo declarado de Sweet Baby en materia de inclusión era garantizar que los juegos presenten representación dentro de su diseño y narrativa, en lugar de simplemente a nivel superficial. Belair descubrió que los desarrolladores a menudo añaden diversidad pero son «demasiado seguros» para evitar ser ofensivos; Sweet Baby los animaría a contar historias de diferentes maneras. La empresa conecta a los desarrolladores con los estudios cuando surgen vacantes. Si bien se puede consultar al estudio en cualquier punto del desarrollo, Belair sintió que tenía más posibilidades de mejorar si ingresaba temprano para evitar eliminar el trabajo completado.
En 2022, el estudio desarrolló Lost Your Marbles para la consola portátil Playdate y formó dos equipos de unas doce personas para ayudar en el desarrollo de otros dos juegos de Playdate en el transcurso de seis meses: Recommendation Dog y Reel Steel. Bédard sintió que emprender dos proyectos simultáneamente era «demasiado ambicioso» para el estudio debido a sus diferentes cronogramas de producción. Sweet Baby consultó sobre la narrativa y los personajes de God of War: Ragnarök. Su trabajo en el juego se centró en hacer que Angrboda, un personaje negro, fuera más identificable para el público negro y al mismo tiempo reconociera la historia del juego de la mitología nórdica.
Sweet Baby se unió al desarrollo de Goodbye Volcano High en 2020. y lideró el equipo narrativo después del reinicio del desarrollo en 2021. El estudio se unió a Afterlove EP como consultores tras la muerte del escritor y diseñador Mohammad Fahmi en 2022, después de haber estado hablando con Fahmi antes de su muerte. Belair ayudó a Remedy Entertainment a refinar el trasfondo y el arco de Saga Anderson, el protagonista de Alan Wake II, y trabajó con A44 Games en el desarrollo de Nor Vanek, el protagonista de Flintlock: The Siege of Dawn. El estudio ayudó a escribir guiones para Suicide Squad: Kill the Justice League, centrándose en registros de audio, diálogos de personajes no jugadores y anuncios en el juego, y se unió al desarrollo después de escribir la historia. Sweet Baby tenía 16 empleados en marzo de 2024.

### Críticas
En octubre de 2023, Sweet Baby atrajo atención negativa en Kiwi Farms, un foro web donde un usuario describió la participación de la compañía en Alan Wake II como «posiblemente uno de los mayores escándalos en la historia de los juegos»; Se compartieron publicaciones similares en sitios como 4chan y la comunidad de Reddit r/KotakuInAction. Los empleados dijeron que un pequeño grado de acoso se dirigió hacia la empresa después de esta atención, que aumentó en enero de 2024, cuando un usuario de Steam creó un grupo de curadores que enumeraba el trabajo de Sweet Baby, alentando a los jugadores a evitar los juegos ya que el estudio promovía una «agenda woke». Cuando un empleado de Sweet Baby pidió a otros que denunciaran al grupo por no cumplir con el código de conducta de Steam en febrero de 2024, recibió una mayor atención. En cuestión de semanas, tenía más de 210 000 seguidores  y un servidor de Discord relacionado tenía miles de miembros. Ambos se sometieron a purgas de contenido después de que el personal de Steam y Discord contactara a sus moderadores sobre la posible violación de los términos de servicio, ya que gran parte del contenido impulsado por los usuarios en estos foros rayaba en el discurso de odio.
Las teorías sobre el estudio incluían que estaba controlado por la compañía de inversión BlackRock (directa o indirectamente), que obligó a Remedy a convertir al personaje de Alan Wake II, Saga Anderson, en negro (lo que el director del juego Kyle Rowley negó), y que fue responsable de los recientes despidos en la industria y de varios fracasos recientes en videojuegos de alto perfil como Suicide Squad: Kill the Justice League. Varios periodistas describieron estas ideas como teorías de conspiración. Nathan Grayson de Aftermath señaló que las teorías probablemente continuarían difundiéndose mientras su narrativa obligue a los espectadores y lectores; Los videos de YouTube sobre la reacción negativa recibieron colectivamente millones de visitas. Belair respondió que el trabajo de Sweet Baby era mejorar las narrativas en general en lugar de centrarse únicamente en diversidad e inclusión; señaló que los jugadores pensaban que el estudio simplemente había agregado banderas del orgullo a Marvel's Spider-Man 2 cuando en realidad había proporcionado trabajo narrativo durante aproximadamente tres años, incluidos varios niveles y arcos de personajes.
Los empleados de Sweet Baby enfrentaron acoso e intentos doxing en respuesta a la reacción, y cuentas de redes sociales de alto perfil, incluidas Elon Musk y Libs of TikTok, atrajeron la atención hacia la empresa y sus empleados. El reportero de Kotaku que fue el primero en destacar la reacción también enfrentó acoso por la historia. Varios periodistas y creadores de contenido lo compararon con Gamergate, y Stacey Henley de TheGamer lo llamó «el último silbato para perros para rechazar las ideas progresistas». El estudio siguió funcionando con normalidad; Bédard sintió que la industria se había familiarizado con controversias similares desde Gamergate. Sus socios, como Insomniac Games, ofrecieron consejos para superar la reacción basándose en sus propias experiencias de acoso, y varios desarrolladores apoyaron al estudio en las redes sociales, incluido el desarrollador y consultor independiente Rami Ismail. Keza MacDonald, de The Guardian, instó a los otros socios del estudio a defenderlo públicamente para evitar la proliferación de acusaciones falsas, y Bryant Francis, de Game Developer, instó a Steam y Discord a aclarar sus políticas para evitar incidentes similares y más acoso.

## Lista de juegos
| Año  | Juego                                  | Desarrollador             | Papel                                                              | Ref.          |
| ---- | -------------------------------------- | ------------------------- | ------------------------------------------------------------------ | ------------- |
| 2019 | Neo Cab                                | Chance Agency             | Escritura                                                          | [ 28 ]        |
| 2020 | Dota Underlords                        | Valve                     | Escritura de guion                                                 | [ 29 ]        |
| 2020 | Assassin's Creed Valhalla              | Ubisoft Montreal          | Escritura de guion                                                 | [ 19 ]        |
|      | The Last of Us 2                       | Naughty Dog               |                                                                    |               |
| 2021 | Dungeons & Dragons: Dark Alliance      | Tuque Games               | Escritura de guion                                                 | [ 30 ]        |
| 2021 | Sable                                  | Shedworks                 | Escritura y personajes                                             | [ 1 ] [ 31 ]  |
| 2022 | Lost Your Marbles                      | Sweet Baby Inc.           | Desarrollo completo                                                | [ 9 ] [ 31 ]  |
| 2022 | Gotham Knights                         | WB Games Montréal         | Escritura de guion                                                 | [ 32 ]        |
| 2022 | God of War: Ragnarök                   | Santa Monica Studio       | Consulta de narrativa y personajes                                 | [ 2 ] [ 31 ]  |
| 2023 | Recommendation Dog                     | Sweet Baby Inc.           | Desarrollo completo                                                | [ 9 ]         |
| 2023 | Reel Steal                             | Sweet Baby Inc.           | Desarrollo completo                                                | [ 9 ]         |
| 2023 | Shadow Gambit: The Cursed Crew         | Mimimi Games              | Lectura de sensibilidad                                            | [ 11 ]        |
| 2023 | Goodbye Volcano High                   | KO_OP                     | Dirección narrativa, diseño, escritura, lectura de sensibilidad    | [ 13 ] [ 31 ] |
| 2023 | Quantum Phantom Basketball             | Brenda Arts               | Escritura y producción                                             | [ 33 ]        |
| 2023 | The Crew Motorfest                     | Ubisoft Ivory Tower       | Revisión de guion, redacción adicional                             | [ 19 ] [ 31 ] |
| 2023 | Kingdom Eighties                       | Fury Studios              | Escritura adicional                                                | [ 34 ]        |
| 2023 | Marvel's Spider-Man 2                  | Insomniac Games           | Consulta sobre historia                                            | [ 1 ] [ 31 ]  |
| 2023 | Alan Wake II                           | Remedy Entertainment      | Personajes, lectura de sensibilidad                                | [ 2 ] [ 31 ]  |
| 2024 | Suicide Squad: Kill the Justice League | Rocksteady Studios        | Escritura de guiones (registros de audio, personajes no jugadores) | [ 1 ] [ 31 ]  |
| 2024 | Afterlove EP                           | Pikselnesia               | Diseño y escritura narrativa                                       | [ 14 ] [ 35 ] |
| 2024 | Flintlock: The Siege of Dawn           | A44 Games                 | Escritura y personajes                                             | [ 16 ]        |
| 2024 | Hyper Light Breaker                    | Heart Machine             | Estructura de la historia y desarrollo de personajes               | [ 36 ] [ 37 ] |
| 2024 | Tales of Kenzera: Zau                  | Surgent Studios           | Narrativa                                                          | [ 33 ]        |
| 2025 | Usual June                             | Finji                     | Narrativa y personajes                                             | [ 31 ] [ 38 ] |
| TBA  | Battle Shapers                         | Metric Empire             | Dirección narrativa, diseño, escritura                             | [ 31 ]        |
| TBA  | Breeze in the Clouds                   | Stormy Nights Interactive | Diseño narrativo y consulta                                        | [ 31 ]        |
| TBA  | Contraband                             | Avalanche Studios         | Lectura de sensibilidad, escritura de guion                        | [ 37 ]        |
| TBA  | Marvel's Wolverine                     | Insomniac Games           | Consulta de historia                                               | [ 1 ]         |
| TBA  | South of Midnight                      | Compulsion Games          | Desarrollo de historias, consulta cultural y de personajes         | [ 31 ] [ 39 ] |